# Marquês de Távora
O título de Conde de São João da Pesqueira foi um título nobiliárquico de  Portugal. Foi criado a 21 de março de 1611 por decreto real de Filipe II de Portugal, atribuído a D. Luís Álvares de Távora, Senhor de Távora.
No Século XVII esta família recebeu novas honras: a  6 de agosto de 1669, por carta régia do Infante-Regente D. Pedro, futuro D. Pedro II, em nome de seu irmão D. Afonso VI, foi criado o título de Marquês de Távora, atribuído a Luís Álvares de Távora, 3º Conde de São João da Pesqueira.
Estes dois títulos foram extintos em 1759, dado que o 4º Marquês foi executado pelo seu alegado envolvimento no Processo dos Távoras.
Anselmo Braamcamp Freire na sua obra Brasões da Sala de Sintra dedica o capítulo XX, no Vol. III, aos Távora, incluindo a execução da marquesa de Távora.

## Condes de São João da Pesqueira (1611)

### Titulares
1. Luís Álvares de Távora (c.1590-?), 1.º Conde de São João da Pesqueira
2. António Luís de Távora (c.1620-1653), 2.º Conde de São João da Pesqueira, filho do anterior

### Armas
As dos Marqueses de Távora. Coroa de Conde.

## Marqueses de Távora (1669)

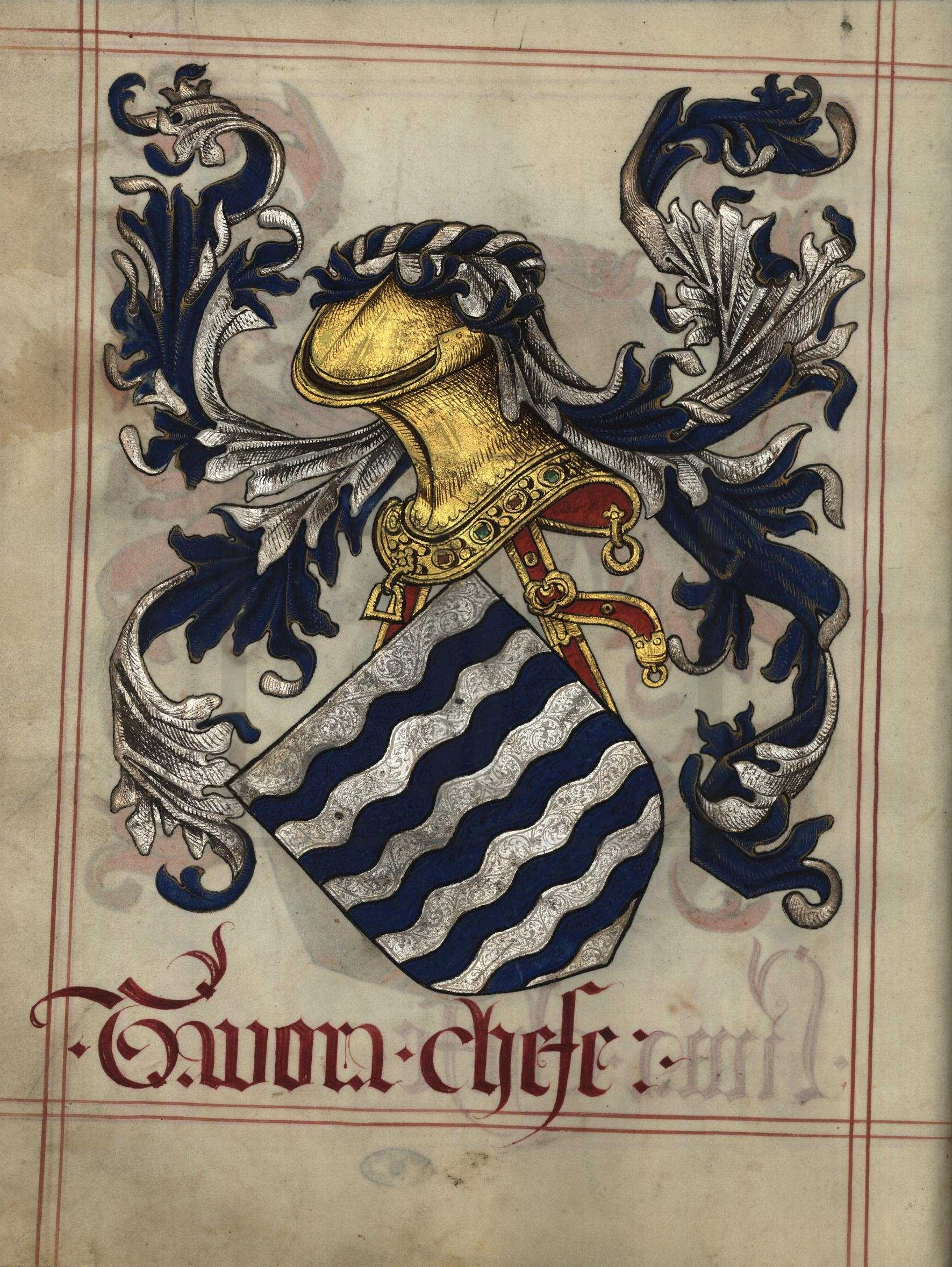
Armas de Távora chefe, in Livro do Armeiro-Mor (fl 58^{r}) (1509). Armas antigas dos Távora. Ver nota no artigo

### Titulares
1. Luís Álvares de Távora (1634-?), 1.º Marquês de Távora, filho do anterior,
2. António Luís de Távora (1656-1721), 2.º Marquês de Távora, filho do anterior.
3. Luís Bernardo de Távora (1677-1718), 5.º Conde de São João da Pesqueira, filho do anterior.
4. Leonor Tomásia de Távora (1700-1759), filha do anterior, 3.ª Marquesa de Távora. Casou com o seu primo, o 3.º Conde de Alvor, Vice-Rei da Índia. Executados.
5. Luís Bernardo de Távora (1723-1759), 4.º Marquês de Távora, filho dos anteriores. Executado.

### Armas
As armas dos Távora eram: escudo de prata, com cinco burelas ondadas de azul. Coroa de Conde. Timbre: um golfinho de sua cor, sainte de uma capela de ramos folhados de verde e frutados de ouro.
Braamcamp Freire, nos Brasões da Sala de Sintra, refere que

Os senhores da casa de Távora desde os princípios do século XVII modificaram o seu brasão, acrescentando em bordadura a divisa QUASCUNQUE FINDIT, e passando o golfinho do timbre para o centro do escudo. Destas armas, assim alteradas, usaram ùnicamente os marqueses de Távora, os condes de Alvor, e, talvez, os de S. Vicente.

As armas antigas encontram-se no Livro do Armeiro-Mor (fl 58r) e no Livro da Nobreza e Perfeiçam das Armas (fl 11v). No Thesouro de Nobreza de 1675 as mesmas armas têm o campo de ouro, e não prata: as dos marqueses de Távora e condes de São João da Pesqueira no fólio 23r, e as dos condes de São Vicente no fólio 23r. As armas dos Távora na Sala de Sintra foram em parte apagadas, conforme a sentença de 1759.